# نظام معلومات ومعارف الصحة العامة للاتحاد الأوروبي
يستهدف نظام معلومات ومعارف الصحة العامة للاتحاد الأوروبي (مشروع EUPHIX) تطوير نظام مستدام لدمج وتقديم معلومات ومعارف الصحة العامة لصانعي السياسات والأكاديميين ومتخصصي الصحة العامة على المستوى الأوروبي والوطني والإقليمي. وتتمثل أهداف المشروع في إيجاد نظام شبكة تقنية وبروتوكولات نشر وشبكة خبراء، وكل هذا يهدف لتيسير الإنتاج والتحديثات المنتظمة للعروض التقديمية للبيانات والنصوص الخاصة بالموقع الإلكتروني [www.EUPHIX.org]. والموقع متاح للجمهور وبه «وصلات تفصيلية» إلى بوابة الصحة العامة - الاتحاد الأوروبي. ويُعد هذا النظام بمثابة منصة لتبادل المعلومات والمعرفة، وكذلك يُعد مثالاً على كيفية تقديم معلومات الصحة العامة بطريقة ديناميكية وتفاعلية.
ويتم تناول الموضوعات مع توفير نصوص وبيانات شاملة قد جرت كتابتها ومراجعتها من قِبل خبراء الصحة العامة. والنظام مجهز تقنيًا لتقديم النصوص مع وصلات تفاعلية تتيح الوصول إلى المصادر والخرائط والرسوم البيانية والجداول والصفحات التفصيلية والتعريفات وصفحات الويب الأخرى ذات الصلة. ويتم وصف عملية التحرير في بروتوكولات النشر. وهناك عدد متزايد من الخبراء الذين يلعبون دورًا نشطًا كمؤلفين ومراجعين. وتم إعداد تقارير حول موضوعات أوسع نطاقًا بالتعاون مع المشروعات الصحية الأخرى التي يتم تمويلها من قِبل الاتحاد الأوروبي.
وقد أثبت المشروع أنه في خلال فترة زمنية محددة، يمكن إنشاء نظام تفاعلي جديد بشكل كلي خاص بمعارف الصحة العامة. وفي هذه المرحلة يشهد عدد المستخدمين تزايدًا. ويبين المشروع جدوى النظام الذي يمكن تحديثه وتوسعته بشكل متواصل لتلبية الاحتياجات الملحة المتعلقة بالسياسات.

## وصلات خارجية
- Health-EU Portal) the official public health portal of the European Union